# Nicola Fusco (calciatore)
Nicola Fusco (Roma, 13 agosto 1924 – Roma, 23 febbraio 2015) è stato un calciatore italiano, di ruolo mediano.

## Carriera
Ha militato nella Roma nei campionati romani di guerra del 1944 e del 1945. Alla ripresa dell'attività ufficiale passa al Rieti in Serie B, quindi nel 1948 scende di categoria trasferendosi al Catania, allora militante in Serie C.
Coi rossazzurri etnei Fusco disputa sette campionati (uno in Serie C, cinque in Serie B e uno in Serie A), diventando il capitano della formazione e conquistando due promozioni dalla Serie C alla Serie A, categoria nella quale esordisce in 7 novembre 1954 in occasione del successo interno sulla Lazio.
Al termine della stagione 1954-1955, chiusa dai siciliani con la salvezza sul campo ma la retrocessione per illecito sportivo, si trasferisce alla Lucchese in IV Serie per proseguire la carriera nelle serie minori.
Ha totalizzato complessivamente 20 presenze e 3 reti in Serie A e 231 presenze e 7 reti in Serie B.

## Palmarès

### Club

#### Competizioni nazionali
- Serie C: 1

Catania: 1948-1949
- Serie B: 1

Catania: 1953-1954